# José Pianeta Pitalúa
José Pianeta Pitalúa (Ciénaga de Oro, 19 de marzo de 1900-1974) fue un músico, compositor y director de orquesta colombiano.

## Biografía
Nació en Ciénaga de Oro, en 1900. Desde temprana edad se vinculó al grupo musical San José de Ciénaga de Oro, posteriormente pasó a conformar la Jazz Band Lorduy, agrupación que fue fundada y dirigida por Francisco Lorduy. En la banda estuvo a cargo de los formatos de música jazz, el fox-trot y el shimmy. Permaneció activo en el grupo desde 1926 hasta 1930, después conformó la Orquesta Buenos Aires, en la cual hizo varias persentaciones en la ciudad de Cartagena de Indias. Tres años después viajó a Barranquilla en la búsqueda de artistas; posteriormente cambió el nombre de la banda por Orquesta A No.1. Pianeta Pitalúa y su banda realizaron presentaciones en diversas regiones de la costa Caribe, siendo el director, compositor y trombonista. Entre los integrantes de la banda estaba Lucho Bermúdez, quien estuvo como saxofonista y director artístico.
Sus primeras obras fueron grabadas en los Estados Unidos en 1930, por la compañía discográfica Columbia Records. Hasta ese momento, fue el primer compositor en grabar sus propios trabajos, las cuales tuvieron buena recepción. Entre estos temas figuraban «Toma Tú», «Cinco años» y «Dicen que el sapo muerde» y otros más. Para esa época, la banda se presentaba en diversos festivales, eventos y fiestas de coronación. Para mediados de 1942, la orquesta de Pianeta Pitalúa firmó con la compañía discográfica RCA Victor (conocida en la actualidad como RCA Records), con la que se grabaron varios discos. En ese entonces, el periódico El Tiempo informaba sobre los diversos éxitos musicales de la banda.
Fue uno de los pioneros de la música porro y sinuana en la región Caribe y uno de los impulsores para la comercialización de la música costeña. Durante su trayectoria como músico y director se especializó en diversidad de géneros musicales como cumbia, chandé, merecumbé, danzón, currulao, cambiones, chandes, entre otros. Varias de sus obras musicales se encuentran en el catálogo de bases de datos de la Discography of American Historical Recordings.